# Нупоранга
Нупоранга (порт. Nuporanga)  —  муниципалитет в Бразилии, входит в штат Сан-Паулу. Составная часть мезорегиона Рибейран-Прету. Входит в экономико-статистический  микрорегион Сан-Жоакин-да-Барра. Население составляет 6693 человека на 2006 год. Занимает площадь 346,982 км². Плотность населения — 19,3 чел./км².

## История
Город основан 7 января 1890 года.

## Статистика
- Валовой внутренний продукт на 2003 составляет 168.220.232,00 реалов (данные: Бразильский институт географии и статистики).
- Валовой внутренний продукт на душу населения на 2003 составляет 25.812,53 реалов (данные: Бразильский институт географии и статистики).
- Индекс развития человеческого потенциала на 2000 составляет 0,784 (данные: Программа развития ООН).